# Emma Ribom
Emma Ribom est une fondeuse suédoise, née le 29 novembre 1997 à Kalix.

## Biographie
Membre du Piteå Elit (en), elle fait son apparition dans des courses officielles de la FIS lors de l'hiver 2013-2014, se classant notamment deuxième de sa première course à Gällivare. En 2015, après une victoire dans une compétition nationale junior, elle est sélectionnée pour ses premiers championnats du monde junior à Almaty.
Lors de l'édition 2016 des Championnats du monde de junior, à Rasnov, elle est notamment cinquième du sprint et septième du dix kilomètres libre et remporte la médaille d'or avec ses coéquipières du relais. Elle gagne dans la foulée le sprint des Championnats de Suède junior.
En 2018, elle prend part de manière principale à la Coupe de Scandinavie, où elle monte sur ses premiers podiums la saison suivante à Madona en Lettonie.
Juste après, elle fait ses débuts dans la Coupe du monde à l'occasion du trente kilomètres classique de Holmenkollen, où elle marque des points grâce à sa 26e place.  Sur la course suivante, le sprint libre de Falun, elle passe le cap des qualifications et se classe 25e.
Lors de la saison 2019-2020, elle est promue dans le groupe pour la Coupe du monde, prenant part au Nordic Opening, puis au relais de Lillehammer, où avec une troisième place, elle monte sur son premier podium. Sur le Tour de ski, elle accroche son premier top grâce à une huitième place au sprint de Lenzerheide. Pour conclure cet hiver, elle réalise sa meilleure performance sur une course par étapes, le Ski Tour qu'elle achève au neuvième rang. Elle occupe le 23e rang au classement général pour sa première saison complète à ce niveau. Sur les Championnats du monde des moins de 23 ans à Oberwiesenthal, elle remporte la médaille d'or sur le sprint libre (devant Johanna Hagström), ainsi que la médaille de bronze sur le dix kilomètres classique et le quinze kilomètres libre.
En 2020-2021, si elle a atteint sa première finale en sprint sur le Ruka Triple (6e), elle monte sur son premier podium lors du Tour de ski avec une troisième place au sprint classique à Val di Fiemme, derrière ses compatriotes Linn Svahn et Maja Dahlqvist. Elle obtient une sélection alors pour les Championnats du monde à Oberstdorf, obtenant deux résultats dans le top vingt.

## Palmarès

### Championnats du monde
| Épreuve / Édition        | Sprint                           | Sprint                           | 10 km | 10 km                            | Skiathlon 2 × 7,5 km | 30 km | Relais               | Relais                    |
| Épreuve / Édition        | libre                            | classique                        | libre | classique                        | Skiathlon 2 × 7,5 km | 30 km | Sprint               | 4 × 5 km / 7.5 km         |
| Mondiaux 2021 Oberstdorf | Épreuve inexistante à cette date | -                                | -     | Épreuve inexistante à cette date | 18e                  | 14e   | -                    | -                         |
| Mondiaux 2023 Planica    | Épreuve inexistante à cette date | Médaille d'argent, monde         |       |                                  |                      |       | Médaille d'or, monde | Médaille de bronze, monde |
| Mondiaux 2025 Trondheim  |                                  | Épreuve inexistante à cette date |       |                                  |                      |       |                      | Médaille d'or, monde      |

### Coupe du monde
- Meilleur classement général : 17e en 2021.
- 8 podiums en individuel : 4 victoires, 3 deuxièmes places et 1 troisième place.
- 9 podiums en équipes : 
  - 7 podiums en relais : 3 victoires, 3 deuxièmes places et 1 troisième place.
  - 1 podium en sprint : 1 victoire.
  - 1 podium en relais mixte : 1 victoire.

#### Détail des victoires individuelles
| Épreuve / Édition | Sprint      | Sprint         | 10 km | 10 km     | Skiathlon 2 × 10 km | 15 km | 15 km     | 30 km | Tour de ski ou Finales ou Nordic Opening ou Ski Tour Canada |
| Épreuve / Édition | libre       | classique      | libre | classique | Skiathlon 2 × 10 km | libre | classique | 30 km | Tour de ski ou Finales ou Nordic Opening ou Ski Tour Canada |
| 2022-23           | Lillehammer | Ruka           |       |           |                     |       |           |       |                                                             |
| 2023-24           |             | Ruka Östersund |       |           |                     |       |           |       |                                                             |

#### Courses par étapes
- Tour de ski :
  - 21e du classement final en 2021.
  - 1 podium d'étape (sprint).
- Ski Tour 2020 : 9e du classement final.
- Nordic Opening : 11e du classement final en 2020.

#### Classements détaillés
| Saison / Épreuve | Saison / Épreuve | Général | Général | Distance | Distance | Sprint | Sprint |
| Saison / Épreuve | Saison / Épreuve | Class.  | Points  | Class.   | Points   | Class. | Points |
| ---------------- | ---------------- | ------- | ------- | -------- | -------- | ------ | ------ |
| 2019             | 2019             | 97e     | 11      | 84e      | 5        | 75e    | 6      |
| 2020             | 2020             | 23e     | 374     | 23e      | 167      | 20e    | 109    |
| 2021             | 2021             | 17e     | 399     | 18e      | 188      | 15e    | 123    |

### Championnats du monde des moins de 23 ans
- Oberwiesenthal 2020 :
  -  Médaille d'or du sprint libre.
  -  Médaille de bronze du dix kilomètres classique.
  -  Médaille de bronze du quinze kilomètres libre.

### Championnats du monde junior
- Rasnov 2016 :
  -  Médaille d'or en relais.

### Coupe de Scandinavie
- 4e du classement général en 2019.
- 2 podiums.